# Május 14.
Május 14. az év 134. (szökőévben 135.) napja a Gergely-naptár szerint. Az évből még 231 nap van hátra.
Névnapok: Bonifác + Aglája, Bekény, Bekes, Bónis, Gemma, Gyöngy, Gyöngyike, Gyöngyvirág, Juliána, Julianna, Julinka, Juliska, Kora, Korália, Korall, Násfa, Ompoly, Paszkál, Paszkália

## Események
- 1693 – I. Lipót német-római császár, magyar király kiadja az Alvincziana resolutiót (a Diploma Leopoldinum kiegészítését), amely kimondja az erdélyi kancellária elválasztását a magyarországitól.
- 1811 – Paraguay függetlenségének kikiáltása.
- 1842 – The Illustrated London News című hetilap első számának megjelenése.
- 1917 – első világháború: A tizedik isonzói csata kezdete. Az olasz hadsereg támadó egységei visszaszorítják az osztrák-magyar haderőt, és átkelnek az Isonzó folyó keleti partjára is.
- 1938 – Magyarországon Imrédy Béla alakít kormányt.
- 1940 – A német Luftwaffe tévedésből Rotterdam lakónegyedei ellen intéz légitámadást. Az áldozatok száma 900, melyet a holland külügyminisztérium propagandacélból 30 000-re növel.
- 1948 – Kikiáltják Izrael Államot.
- 1951 – A Magyar Állami Népi Együttes első bemutatója a Városi Színházban.
- 1955 – Megalakul a Varsói Szerződés.
- 1973 – Fellövik a Skylabot, az USA első űrállomását. Ekkor használják utoljára a Saturn–5 rakétákat.
- 1974 - Magyarország és Mexikó kapcsolatai nagyköveti szinten újraéledtek a két ország által aláírt megállapodásnak köszönhetően.[1]
- 2007 – Magyarországon kirobban az ún. Zsanett-ügy.

## Sportesemények
Formula–1
- 1961 –  monacói nagydíj, Monte Carlo - Győztes: Stirling Moss  (Lotus Climax)
- 1972 –  monacói nagydíj, Monte Carlo - Győztes: Jean-Pierre Beltoise  (BRM)
- 1995 –  spanyol nagydíj, Barcelona - Győztes: Michael Schumacher  (Benetton Renault)
- 2006 –  spanyol nagydíj, Barcelona - Győztes: Fernando Alonso  (Renault)
- 2017 –  spanyol nagydíj, Barcelona - Győztes: Lewis Hamilton  (Mercedes)

## Születések
- 1821 – Zsigmondy Vilmos magyar bányamérnök, a mélyfúrás és geotermia szakértője  († 1888)
- 1829 – Kamermayer Károly Budapest első polgármestere († 1897)
- 1832 – Rudolf Lipschitz német matematikus, a Lipschitz-tulajdonság és a Lipschitz-féle konvergenciakritérium viseli a nevét († 1903)
- 1842 – Czibulka Alfonz magyar zongoraművész, zeneszerző, császári és királyi katonakarmester († 1894)
- 1863 – John Charles Fields kanadai matematikus, a Fields-érem alapítója († 1932)
- 1868 – Magnus Hirschfeld német orvos, szexológus, melegjogi aktivista († 1935)
- 1872 – Mihail Szemjonovics Cvet orosz botanikus, ő alkotta meg a "kromatográfia" elnevezést († 1919)
- 1889 – Binder Ottó magyar katona, olimpikon és huszártábornok, akit osztályidegennek nyilvánítottak († 1951)
- 1892 – Silpa Bhirasri olasz születésű thaiföldi szobrász († 1962)
- 1897 – Roberto Oros di Bartini magyar születésű szovjet fizikus és repülőgép-tervező († 1974)
- 1908 – Kürti Miklós magyar születésű brit fizikus († 1998)
- 1911 – Palotás József magyar birkózó, olimpiai bronzérmes († 1957)
- 1912 – Hegedüs Géza háromszoros József Attila-díjas magyar író, költő, műkritikus († 1999)
- 1916 – Méhes György Kossuth-díjas magyar író († 2007)
- 1920 – Hegedűs Frigyes magyar öttusázó, edző, sportvezető († 2008)
- 1925 – Ninian Sanderson brit autóversenyző († 1985)
- 1925 – Júvál Neemán izraeli fizikus és politikus († 2006)
- 1925 – Nemeskürty István Széchenyi- és Kossuth-díjas magyar író, irodalom- és filmtörténész, egyetemi tanár († 2015)
- 1926 – Fésűs Éva, Kossuth-díjas magyar írónő († 2019)
- 1931 – Huszárik Zoltán Balázs Béla-díjas magyar filmrendező, grafikusművész, érdemes művész († 1981)
- 1933 – Bácskai Lauró István magyar filmrendező († 2020)
- 1933 – Kovács László magyar operatőr († 2007)
- 1933 – Pataky Imre Kossuth- és Jászai Mari-díjas magyar bábszínész, érdemes művész († 2000)
- 1939 – Veruschka (szül. Vera von Lehndorff) kelet-poroszországi születésű német manöken, fotómodell, színésznő (Antonioni: „Nagyítás”), képzőművész, fotóművész
- 1942 – Kúnos György amerikai magyar orvos, neuroendokrinológus, farmakológus, az MTA tagja
- 1943 – Botár Endre magyar színész
- 1943 – Harangozó György magyar színész, kiváló művész.
- 1943 – Demján Sándor magyar üzletember, vállalkozó († 2018)
- 1944 – George Lucas amerikai filmrendező, producer
- 1945 – Yochanan Vollach izraeli labdarúgó
- 1946 – Cosette (Dominique Cozette) francia énekesnő, színésznő, képzőművész
- 1948 – Kállai Bori magyar színésznő
- 1952 – Robert Zemeckis Oscar-díjas amerikai filmrendező, producer, forgatókönyvíró
- 1953 – Gyabronka József Jászai Mari-díjas magyar színész
- 1955 – Busa Tamás magyar operaénekes († 2021)
- 1956 – Kristóf Katalin magyar színésznő
- 1957 – Orth Mihály magyar színész († 2022)
- 1960 – Gyurácz József magyar ornitológus, főiskolai tanár
- 1961 – Tim Roth (er. Timothy Simon Smith) amerikai színész
- 1962 – Csudai Csaba magyar színész
- 1965 – Legány Dénes magyar zeneszerző, zongoraművész, († 2000)
- 1966 – Fab Morvan francia énekes, imposztor
- 1969 – Cate Blanchett kétszeres Oscar-díjas ausztrál színésznő
- 1971 – Sofia Coppola amerikai filmrendező, forgatókönyvíró, producer, színésznő
- 1974 – Keram Malicki-Sánchez kanadai színész
- 1977 – Pavletits Béla magyar színész
- 1981 – Kovács Noémi magyar újságíró, krimiíró, történész
- 1984 – Mark Zuckerberg amerikai feltaláló, a Facebook közösségi oldal megalkotója
- 1996 – Daniel Jensen norvég műugró
- 1996 – Martin Garrix (Martijn Gerrard Garritsen) holland dj, producer
- 1999 – Miguel Porteous új-zélandi síakrobata, olimpikon

## Halálozások
- 964 – XII. János pápa (* 933. körül)
- 1610 – IV. Henrik francia királyt François Ravaillac meggyilkolja[2] (* 1553)
- 1643 – XIII. Lajos francia király (* 1601)
- 1847 – Fanny Mendelssohn német romantikus zeneszerző és zongoraművész, Felix Mendelssohn nővére (* 1805)
- 1855 – Stevan Petrović Knićanin szerb tábornok, hadügyminiszter (* 1807)
- 1860 – Ludwig Bechstein német író, meseíró, könyvtáros (* 1801)
- 1866 – Weber Henrik magyar festőművész (* 1818)
- 1893 – Ernst Kummer német matematikus, az algebrai számelmélet kiemelkedő képviselője (* 1810)
- 1908 – Gracza György magyar író, újságíró, történetíró (* 1856)
- 1909 – Klug Nándor orvos, fiziológus, az MTA tagja (* 1845)
- 1912 – August Strindberg svéd író  (* 1849)
- 1919 – Bagáry József magyarországi szlovén író (* 1840)
- 1935 – Magnus Hirschfeld német orvos, szexológus, melegjogi aktivista (* 1868)
- 1940 – Emma Goldman litván születésű, amerikai anarchista, békeaktivista (* 1869)
- 1954 – Heinz Guderian német tábornok, második világháborús hadseregparancsnok (* 1888)
- 1974 – Szinetár György József Attila-díjas magyar író, költő, újságíró, egyetemi tanár, filmrendező, dramaturg (* 1905)
- 1980 – Bulla Elma Kossuth-díjas magyar színésznő, érdemes és kiváló művész (* 1913)
- 1980 – Hugh Griffith Oscar-díjas wales-i színész (* 1912)
- 1987 – Rita Hayworth (eredeti néven: Margarita Carmen Cansino) amerikai színésznő, díva (* 1918)
- 1988 – Nyikolaj Fjodorovics Makarov szovjet fegyvertervező (* 1914)
- 1991 – Gerevich Aladár magyar kardvívó, 7 aranyérmével a legsikeresebb magyar olimpikon, emellett harmincnégyszeres magyar bajnok (* 1910)
- 1992 – Klaniczay Tibor Kossuth-díjas irodalomtörténész, az MTA tagja (* 1923)
- 1994 – Hetényi Pál Jászai Mari-díjas magyar színész (* 1935)
- 1995 – Kozmutza Flóra magyar pszichológus, József Attila kezelője, utolsó szerelme (* 1905)
- 1998 – Frank Sinatra amerikai énekes, színész (* 1915)
- 2003 – Robert Stack amerikai színész (* 1919)
- 2007 – Muzslay István jezsuita pap, közgazdászprofesszor, a leuveni Collegium Hungaricum igazgatója (* 1923)
- 2009 – Franck Mundy (Francisco Menendez) amerikai autóversenyző (* 1916)
- 2015 – B. B. King amerikai blues zenész (* 1925)
- 2019 – Nagy Ferenc József magyar politikus, földművelésügyi miniszter (* 1923)
- 2020 – Udvaros Béla magyar rendező (* 1925)
- 2021 – Balassa Sándor Kossuth-díjas magyar zeneszerző, a nemzet művésze (* 1935)

## Nemzeti ünnepek, emléknapok, világnapok
- Libéria: Újraegyesítés napja
- Paraguay: a függetlenség napja, két napos ünnep